# Setodes epicampes
Setodes epicampes là một loài Trichoptera trong họ Leptoceridae. Chúng phân bố ở miền Tân bắc.